# Verbesina oerstediana
Verbesina oerstediana là một loài thực vật có hoa trong họ Cúc. Loài này được Benth. miêu tả khoa học đầu tiên năm 1853.